# Anna Teliczan (album)
Anna Teliczan è l'album di debutto eponimo della cantante polacca Anna Teliczan, pubblicato il 16 gennaio 2012 su etichetta discografica Sony Music Entertainment Poland.

## Tracce
1. Między nami – 3:00
2. Miłość albo śmierć – 4:10
3. Can't You Get Enough – 3:06
4. One True Lover – 3:47
5. Miłość to muzyka – 3:16
6. Był taki ktoś – 3:09
7. Tomorrow – 3:36
8. For Your Love – 3:20
9. K – 4:15
10. Nie znasz dnia – 3:09

## Classifiche
| Classifica (2012) | Posizione massima |
| ----------------- | ----------------- |
| Polonia           | 39                |